# Bridgerton (phim truyền hình)
Bridgerton là bộ phim truyền hình trực tuyến thuộc thể loại lịch sử giả tưởng-lãng mạn được sáng lập bởi Chris Van Dusen cho nền tảng Netflix. Bộ phim được dựa trên loạt tiểu thuyết cùng tên của Julia Quinn và cũng là chương trình đầu tiên có kịch bản của Shondaland cho Netflix. Bộ phim sẽ là hành trình xoay quanh một gia tộc hư cấu trong bối cảnh Thời kỳ Nhiếp chính tại Luân Đôn, trong mùa lễ hội vào đầu thập niên 1800 nơi mà các công tử và tiểu thư thuộc tầng lớp quý tộc và tiểu quý tộc tìm hiểu, kết hôn với nhau để tạo lập mối quan hệ ở tầng lớp thượng lưu.
Mùa đầu tiên của loạt phim được ra mắt lần đầu vào ngày 25 tháng 12, 2020. Và mùa thứ hai cũng được công chiếu vào ngày 25 tháng 3, 2022. Riêng mùa thứ ba sẽ được chia làm hai phần chính; với phần đầu tiên phát hành vào ngày 16 tháng 5, 2024 và sau đó, phần thứ hai sẽ được lên sóng vào ngày 13 tháng 6, 2024.
Mùa thứ hai đã xác lập được kỷ lục về số lượng người xem, vượt qua số lượng người xem của mùa đầu tiên, đã củng cố Bridgerton như một thương hiệu truyền thông theo lời của Entertainment Weekly. Vào tháng 4 năm 2021, mùa thứ tư cũng đã được xác nhận sẽ sản xuất. Vào tháng 5 năm 2023, Vương hậu Charlotte: Câu chuyện Bridgeton đã được công chiếu, phần ngoại truyện này sẽ tập trung vào nhân vật Vương hậu Charlotte từ Bridgeton